# ميريام تيمر
ميريام تيمر (بالهولندية: Mirjam Timmer)‏ هي مغنية وكاتِبة ومغنية مؤلفة وكاتبة غنائية هولندية، ولدت في 1 يوليو 1982 في ليوواردن في هولندا.

## وصلات خارجية
- ميريام تيمر على موقع ميوزك برينز (الإنجليزية)
- ميريام تيمر على موقع ميوزك برينز (الإنجليزية)
- ميريام تيمر على موقع ديسكوغز (الإنجليزية)